# 勒兹万·科奇什
勒兹万·科奇什（羅馬尼亞語：Răzvan Cociș；1983年2月19日—）是一位羅馬尼亞足球運動員。在場上的位置是中場。他現在效力於美國職業足球大聯盟球隊芝加哥火焰足球俱樂部。他也代表羅馬尼亞國家足球隊參賽。